# Roy Kortsmit
Roy Kortsmit (ur. 26 sierpnia 1992 w Hoek van Holland)  – holenderski piłkarz grający na pozycji bramkarza w holenderskim klubie NAC Breda.